# Oleksandr Symonenko (Prähistoriker)

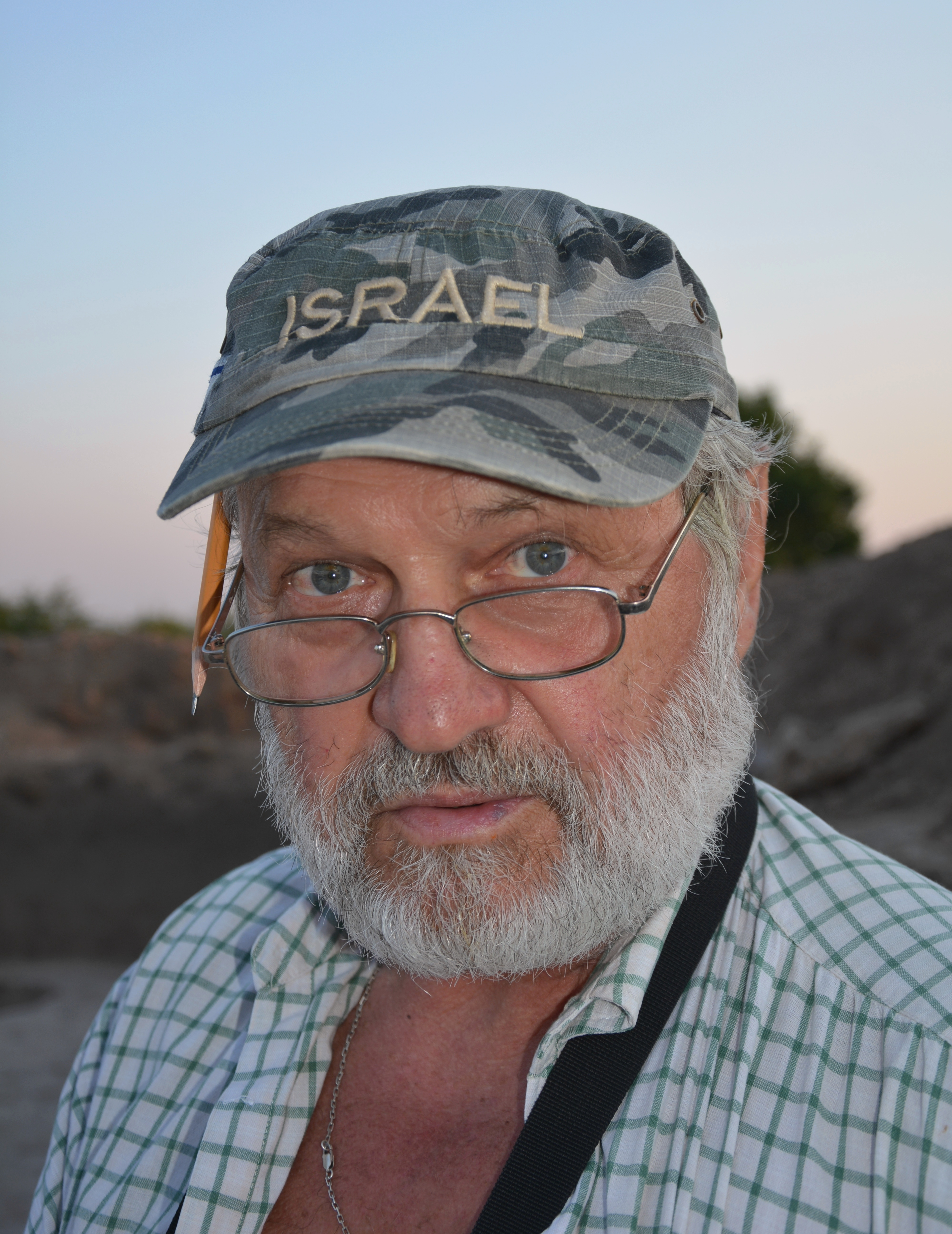
Oleksandr Wolodymyrowytsch Symonenko

Oleksandr Wolodymyrowytsch Symonenko (ukrainisch Олександр Володимирович Симоненко; geboren am 24. August 1950 in Wesselyj Podil, Oblast Poltawa) ist ein ukrainischer Prähistoriker. Er ist ein Spezialist für die Archäologie der Sarmaten und späten Skythen.

## Werdegang
Oleksandr Symonenko wurde in Wesselyj Podil im Rajon Semeniwka in der Ukrainischen SSR geboren. Nach dem Besuch des Gymnasiums in Kiew begann er das Studium der Geschichtswissenschaft an der Nationalen Taras-Schewtschenko-Universität Kiew. Bereits während dieser Zeit arbeitete er am Institut für Archäologie der Nationalen Akademie der Wissenschaften der Ukraine.
Seine erste universitäre Abschlussarbeit widmete er 1987 militärischen Aspekten der Steppenvölker in der nördlichen Schwarzmeerregion vom 3. Jahrhundert v. Chr. bis ins 3. Jahrhundert n. Chr. (Военное дело населения степного Причерноморья в ІІІ в. до н. э. – ІІІ в. н. э.). Er nahm an Ausgrabungen von skythischen Kurganen in der Südukraine und von sarmatenzeitlichen Fundplätzen in Ungarn teil. Im Jahr 1999 wurde er mit einer Dissertation über Chronologie, Periodisierung und Geschichte der Sarmaten an der nördlichen Schwarzmeerküste promoviert. Symonenko, der bereits 1998 Korrespondierendes Mitglied des Deutschen Archäologischen Instituts wurde, leitete die Abteilung für Archäologie der Frühen Eisenzeit am archäologischen Institut der Nationalen Akademie. Forschungsprojekte führten zur Zusammenarbeit mit Universitäten und Instituten in den Vereinigten Staaten – der Columbia University, der University of Pennsylvania und der Princeton University –, Deutschland und Israel.
Im Jahr 2007 wurde er Professor an der Nationalen Universität Kiew-Mohyla-Akademie, 2013 an der Nationalen Suchomlynskyj-Universität Mykolajiw.

## Veröffentlichungen (Auswahl)
Eine Bibliographie mit 130 Artikeln und Büchern Symonenkos stellten zum 60. Geburtstag Olena Dzneladze, E. Karnaukh zusammen.
- Сарматы Северо-Западного Причерноморья в І в. н. э. („Sarmaten der nordwestlichen Schwarzmeerregion im 1. Jahrhundert n. Chr.“). Kiew 1991.
- Сарматы Таврии („Die Sarmaten von Tavria“). Kiew 1993 (Digitalisat).
- Сарматы в степях Северного Причерноморья („Sarmaten in den Steppen der nördlichen Schwarzmeerregion“). Mykolajiw 1997.
- Bewaffnung und Kriegswesen der Sarmaten und späten Skythen im nördlichen Schwarzmeergebiet. In: Eurasia Antiqua. Zeitschrift für Archäologie Eurasiens. Band 7, 2001, S. 187–327.
- Römische Importe in sarmatischen Denkmälern des nördlichen Schwarzmeergebiets. In: Aleksandr Simonenko, Ivan I. Marcenko und Natal'ja Ju. Limberis: Römische Importe in sarmatischen und maiotischen Gräbern zwischen unterer Donau und Kuban. Philipp von Zabern, Mainz 2008, S. 1–264.
- mit Vitalie Bârcă: Călăreţii stepelor. Sarmaţii în spaţiul Nord-Pontic – Horsemen of the Steppes. The Sarmatians in the North Pontic region. Editura Mega. Cluj-Napoca 2009 (Digitalisat, rumänisch).
- Сарматские всадники Северного Причерноморья – The Sarmatian Horsemen of North Pontic Region. 2., überarbeitete und erweiterte Auflage. Oleg Filuk, Kiew 2015 (Digitalisat, russisch; 1. Auflage 2010).
- Римский импорт у сарматов Северного Причерноморья („Römische Importware für die Sarmaten der nördlichen Schwarzmeerregion“). St. Petersburg 2011.